# Деісусний чин (Софійський собор, Константинополь)

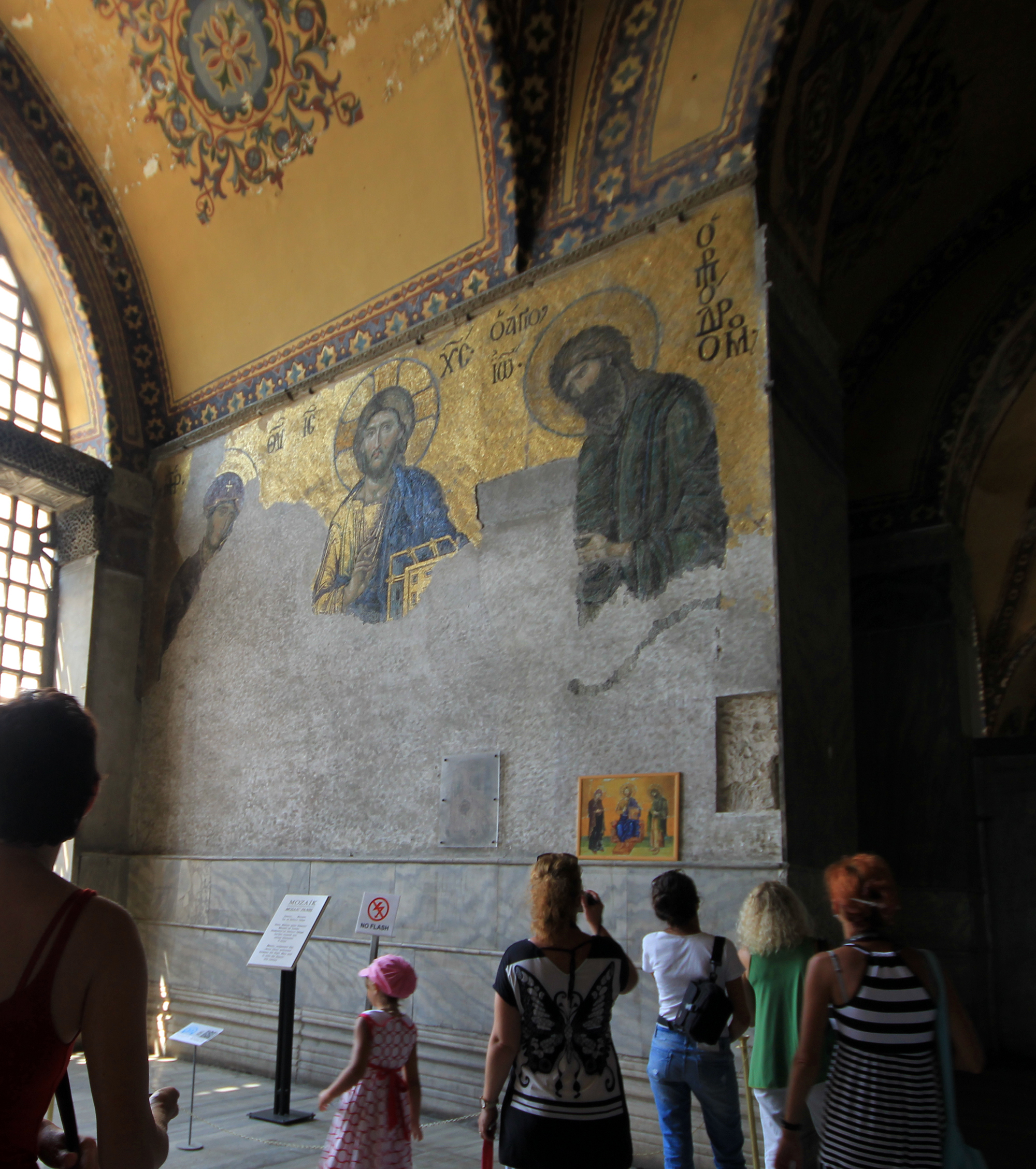
Фото 2013 року

 Софійський собор (Константинополь). Деісусний чин — видатний зразок релігійної композиції 12 ст. доби Візантійської імперії.

## Передісторія
Мозаїки мали широкий вжиток ще в добу античності. Декоративні, насичені різноманітними орнаментами, вони здебільшого прикрашали підлоги. Згодом удосконалились як їх техніки створення, так пройшло і ускладнення сюжетів. В останні прийшли зображення богів античного пантеона.
330 року був заснований столичний Константинополь на місці малого поселення Візантій. Але пройшло майже двісті років, поки народилося суто візантійське мистецтво, котре всмоктало художні форми ранньохристиянського періоду, котре агресивно запозичило техніку створення мозаїк і також агресивно підкорило їх служінню християнській релігії. Суворість експансії цього бюрократичного і непохитного у своїй наполегливості мистецтва призведе не один раз до нівелювання культурних паростків місцевих культур, підкорення цих паростків власним схемам, перемелюючи їх на схожий з константинопольським варіант іконографії і жорсткого канону.
В столичному Константинополі, що перебирав на себе видатних майстрів з усіх усюд, народився притаманний йому варіант християнського мистецтва, міського, вишуканого, розкішного, з помітною печаткою придворного смаку і централізованої державної церкви.
Всі риси мистецтва міського, вишуканого, розкішного, з помітною печаткою придворного смаку і централізованої державної церкви, притаманні і композиції мозаїчного деісуса в Софійському соборі столиці.

## Опис твору
Мозаїчний деісусний чин та предстояння імператорської родини Комнінів перед Богородицею належать до одного періоду створення. Обабіч від Богородиці, що держить немовля-Христа, розташовані імператор Йоанн ІІ Комнін та його дружина Ірина, донька угорського короля Ладислава, в розшитих коштовним камінням шатах. Імператор підносить Маріх мішечок із золотом (бо коштовне для нього має бути коштовним і приємним і для цариці небесної), Ірина підносить Богородиці сувій. Створення композиції відносять до 1118 року, хоча вона повторює ранню композицію з зображенням Константина Мономаха та імператриці Зої. Все це нагадує жорсткий церемоніал константинопольського імператорського двора, фігури подані фронтально, симетрично, ніхто не затуляє один одного. Але майстри-мозаїсти, достатньо добропорядні, не відрізнялись яскравим обдаруванням.
Печатка непересічної обдарованості притаманна майстрам, що створили мозаїчну композицію деісус, поруйновану майже на 70 відсотків. До 20 століття дійшла лише верхня частина мозаїчних зображень, а колишній низ її нині прикритий мармуровими стулками.
Схема традиційна — перед Христом на троні предстоять ліворуч Богородиця, праворуч Іоанн Хреститель, що молять Всевишнього за грішне людство. Ілри більші за реальний зріст людини. Композиція виконана на золотому тлі та позбавлена будь-яких дрібниць.
Обличчя Богородиці збережене частково. Більш збереженості у фігурі Іоанна Хрестителя. Поряд із індиферентним обличчям Христа обличчя Марії і Іоанна вражають тривожними емоціями. В привабливому обличчі Марії прочитуються туга і тепла молитва милості. Риси незаспокоєності і неприхованого драматизму притаманні обличчю Іоанна Хрестителя, видомим також за образами ікон «Іоанн Хреститель, янгол пустелі».  Мозаїка створена з непересічним старанням і рідкісним актом творчого натхнення.

## Галерея обраних фото

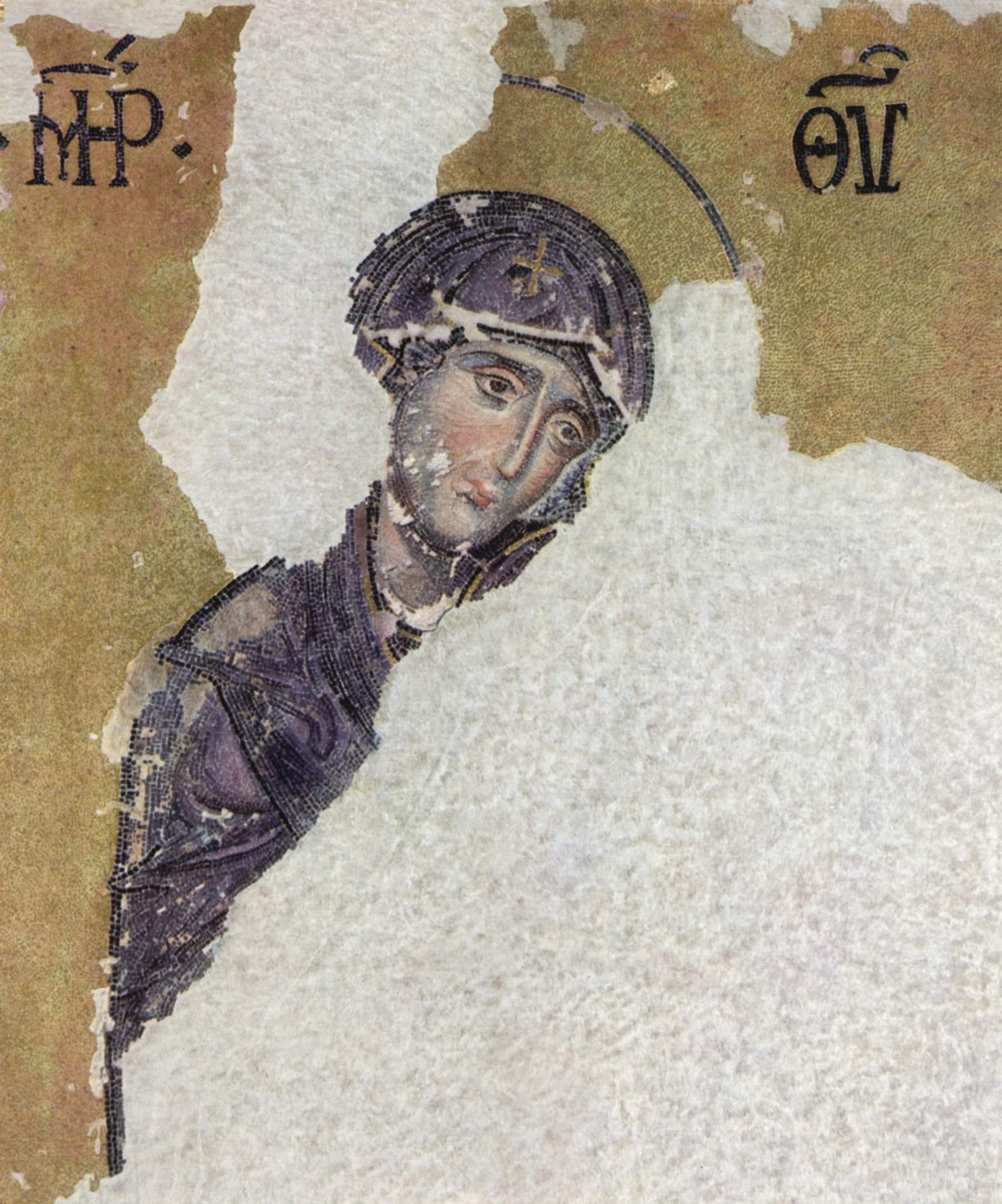
Рештки мозаїк константинопольських майстерень 12 століття, Софійський собор (Константинополь).

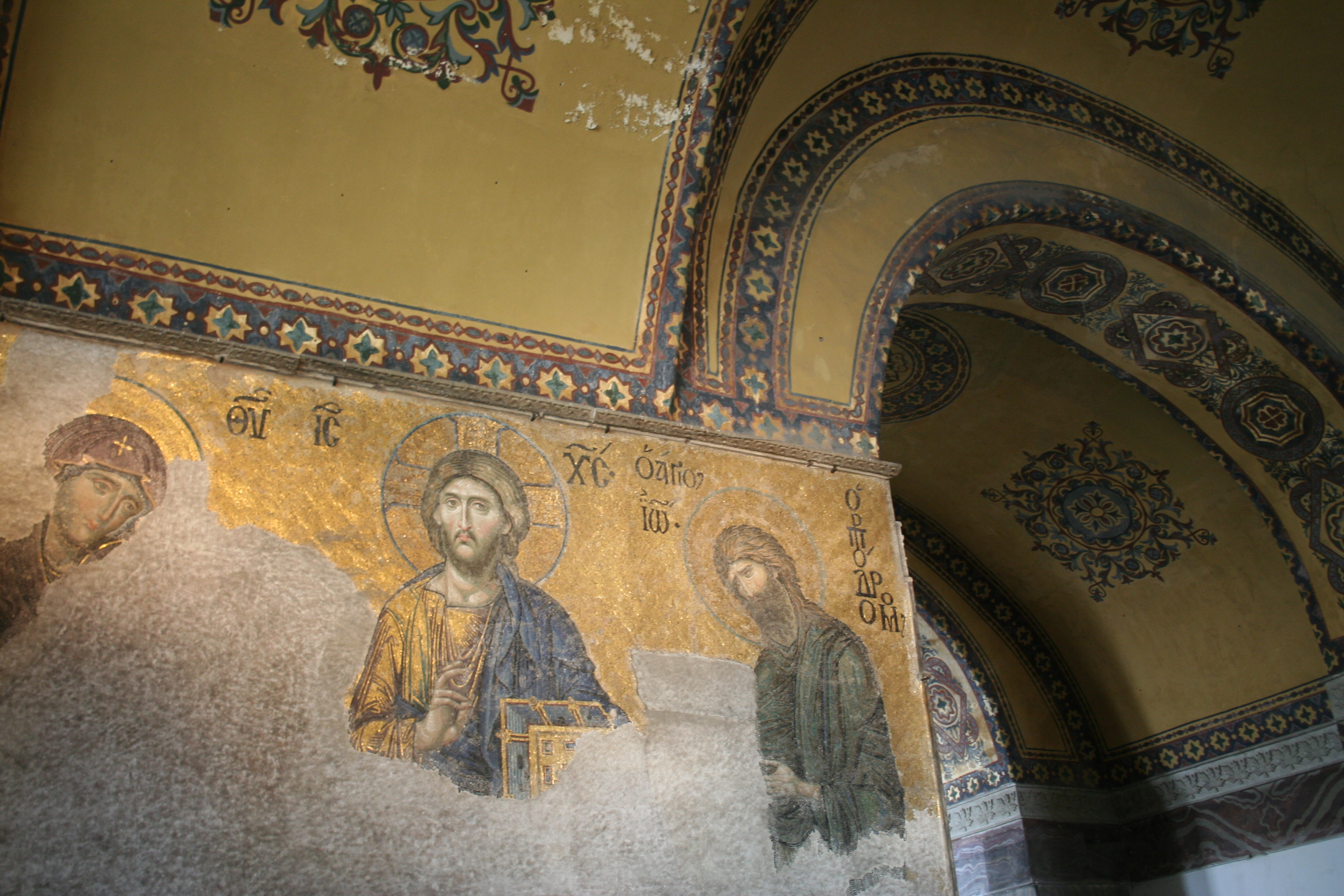
Розташування деісуса в південній галереї
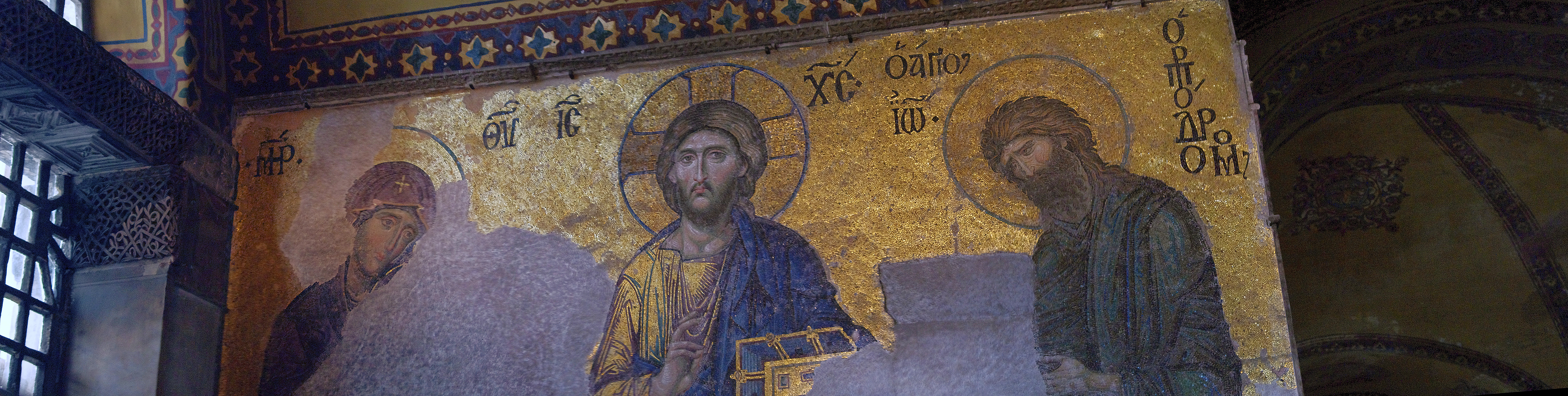
Збережена лише верхня частина мозаїчної композиції
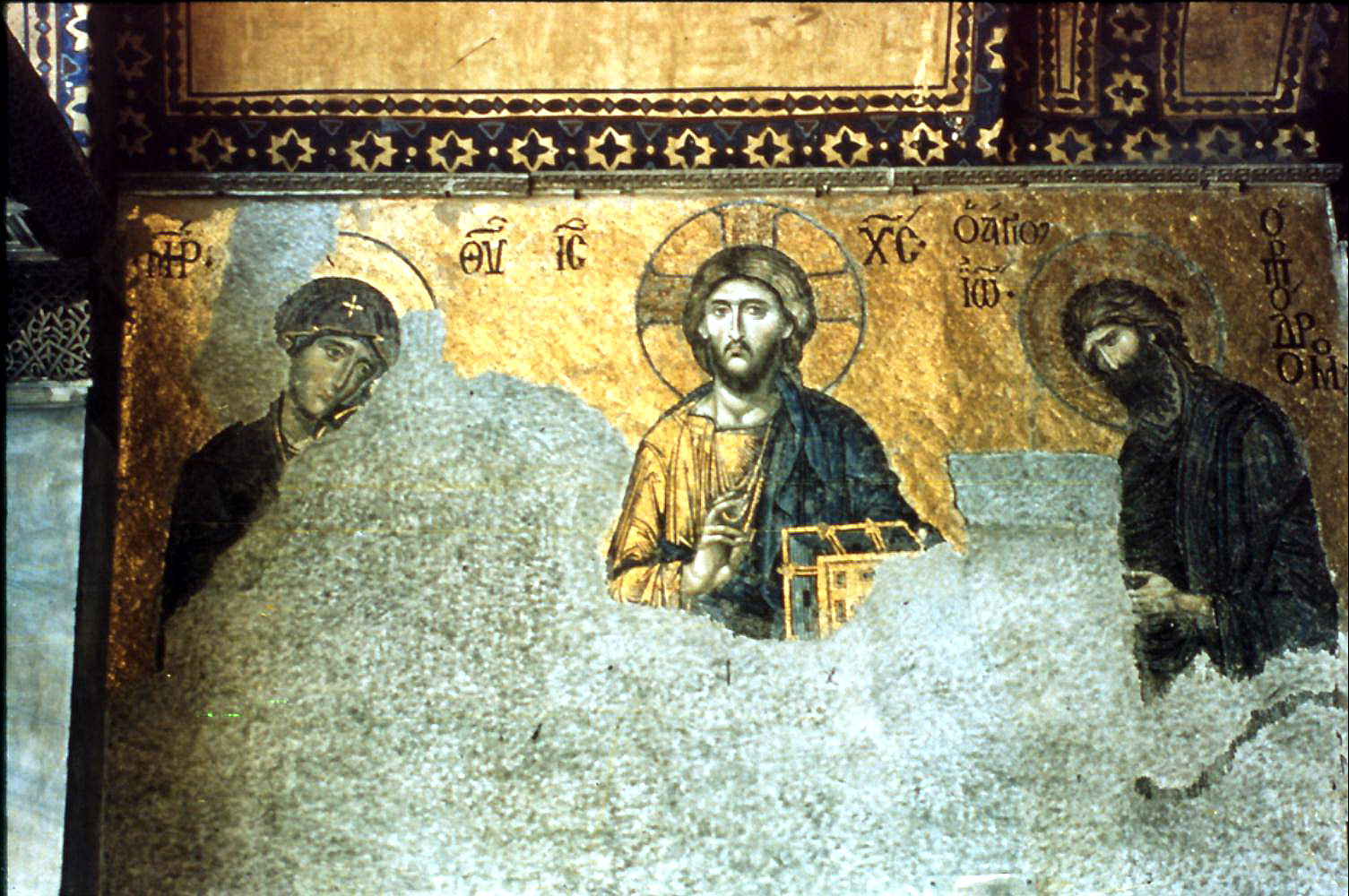
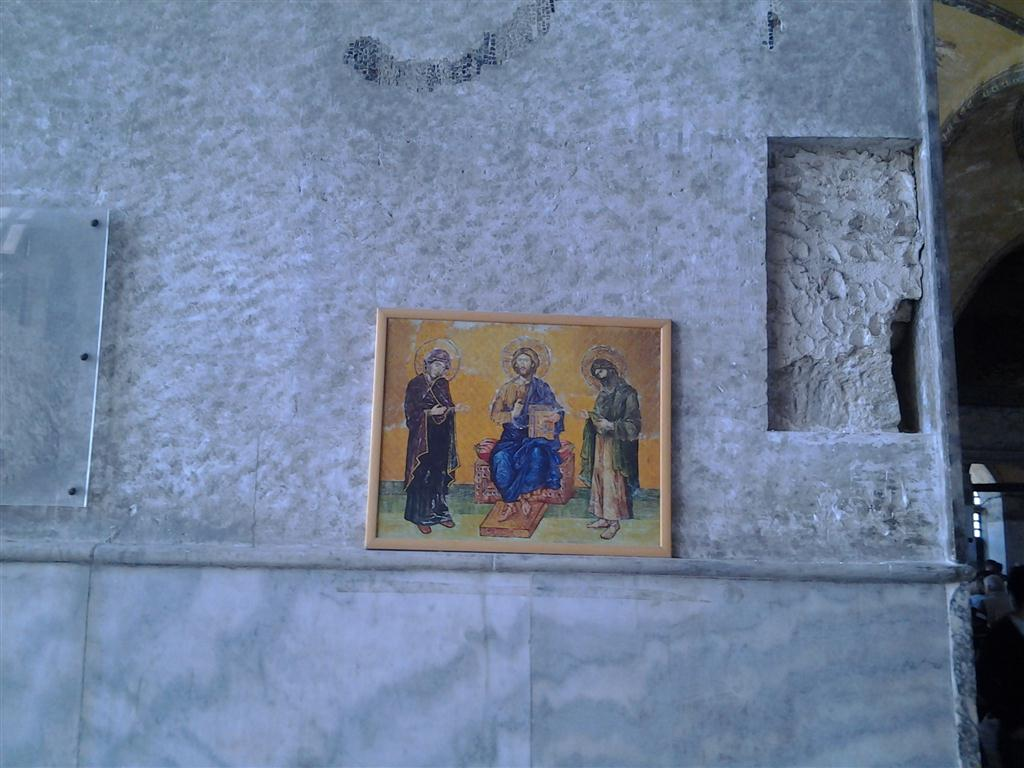
Реконструкція первісного вигляда мозаїки. Мініатюра (копія)